# 미우라 마사쓰구
미우라 마사쓰구(일본어: 三浦正次)는 에도 시대 전기의 다이묘로서 시모사 야하기 번주, 시모쓰케 미부 번 초대 번주이다. 미마사카 가쓰야마 번 미우라 가(美作勝山藩三浦家) 시조.
에도 막부 다이로 도이 도시카쓰의 외조카에 해당한다.
| 전임 막부령(도리이 다다마사) | 야하기 번 번주 (미우라 가문) 1630년 ~ 1639년 | 후임 폐번 |

| 전임 아베 다다아키 | 제1대 미부 번 번주 (미우라 가문) 1639년 ~ 1641년 | 후임 미우라 야스쓰구 |